# Eleceed
Eleceed (en coreano: 일렉시드, romanizado: Illeksideu) es un manhwa surcoreano publicado como webtoon escrito por Son Je-ho e ilustrado por Zhena. Se ha serializado en la plataforma webtoon de Naver Corporation, Naver Webtoon, desde octubre de 2018. Una adaptación de la serie al anime producida por DandeLion Animation Studio se estrenará en 2026.

## Producción
El personaje principal, Seo Jiwoo, se inspiró en el músico de K-pop Kang Daniel.

## Contenido de la obra

### Manhwa
Escrito por Son Je-ho e ilustrado por Zhena, el manhwa comenzó a serializarse en Naver Webtoon el 2 de octubre de 2018. Line Webtoon publica la serie en inglés desde 2019, y en español desde 2021.

### Anime
Una adaptación de la serie al anime se anunció el 1 de julio de 2025. Está producida por DandeLion Animation Studio y dirigida por Hiroshi Nishikiori, con Yōsuke Kuroda encargándose de la composición de la serie y Minami Sakura diseñando los personajes. Se estrenará en 2026.

### Videojuego
En 2023 se anunció un juego para móviles basado en el manhwa. Está siendo desarrollado por Action Square, y Studio Lico, subsidiaria de Naver Webtoon, se encargará de publicarlo.

## Recepción
En 2022, la serie, junto con Marry My Husband, obtuvo la mayor cantidad de pagos de cualquier título en Naver Webtoon.
A Emedo Ashibeze, de Screen Rant, le gustó la historia y los personajes, especialmente el desarrollo de los personajes secundarios. También le pareció que el desarrollo del protagonista estaba bien equilibrado.